# Ель-Баб
Ель-Баб (араб.  الباب) — місто в Сирії, у мухафазі Алеппо. Місто Ель-Баб розташоване на північний схід від Алеппо, має площу близько 30 км ². 2007 року населення міста досягло 144 705 осіб, таким чином Ель-Баб став восьмим за населенням містом в Сирії. Більшість міського населення суніти.

## Історія
Ель-Баб був завойований арабським військом Умара ібн аль-Хаттаба й одержав свою сьогоднішню назву, що озачає «брама», за ісламського панування місто було своєрідною брамою між Алеппо і містом Бузаах. Тут знаходилася могила брата Алі ібн Абу Таліба.
За свідченням Якута аль-Хавамі, у 1226 році Ель-Баб було невеликим містом з ринками, де торгували виробами з бавовни, які експортувалися до Дамаска і Єгипту.

### Громадянська війна у Сирії
У липні 2012 року в ході громадянської війни в Сирії сирійські повстанці витіснили з міста сирійську регулярну армію. Захоплення міста уможливило повстанцям установити контроль над північно-східною частиною провінції Алеппо.